# Iván Mayo
Iván Mayo Román (Quillota, 23 de junio de 1910-Santiago, 22 de enero de 1979) fue un futbolista chileno que destacó entre las décadas de 1920 y 1930 en clubes como San Luis de Quillota, Colo-Colo, y Vélez Sarsfield de Argentina. Se le recuerda por ser el primer chileno que brilló en el fútbol argentino. 
Hijo del inmigrante español Liborio Mayo y la argentina María Ester Román, cursa sus estudios en el Instituto Quillota, donde destaca en deportes como el boxeo, el básquetbol y sobre todo, el fútbol, ganándose su apodo de "Chincolito".

## Carrera

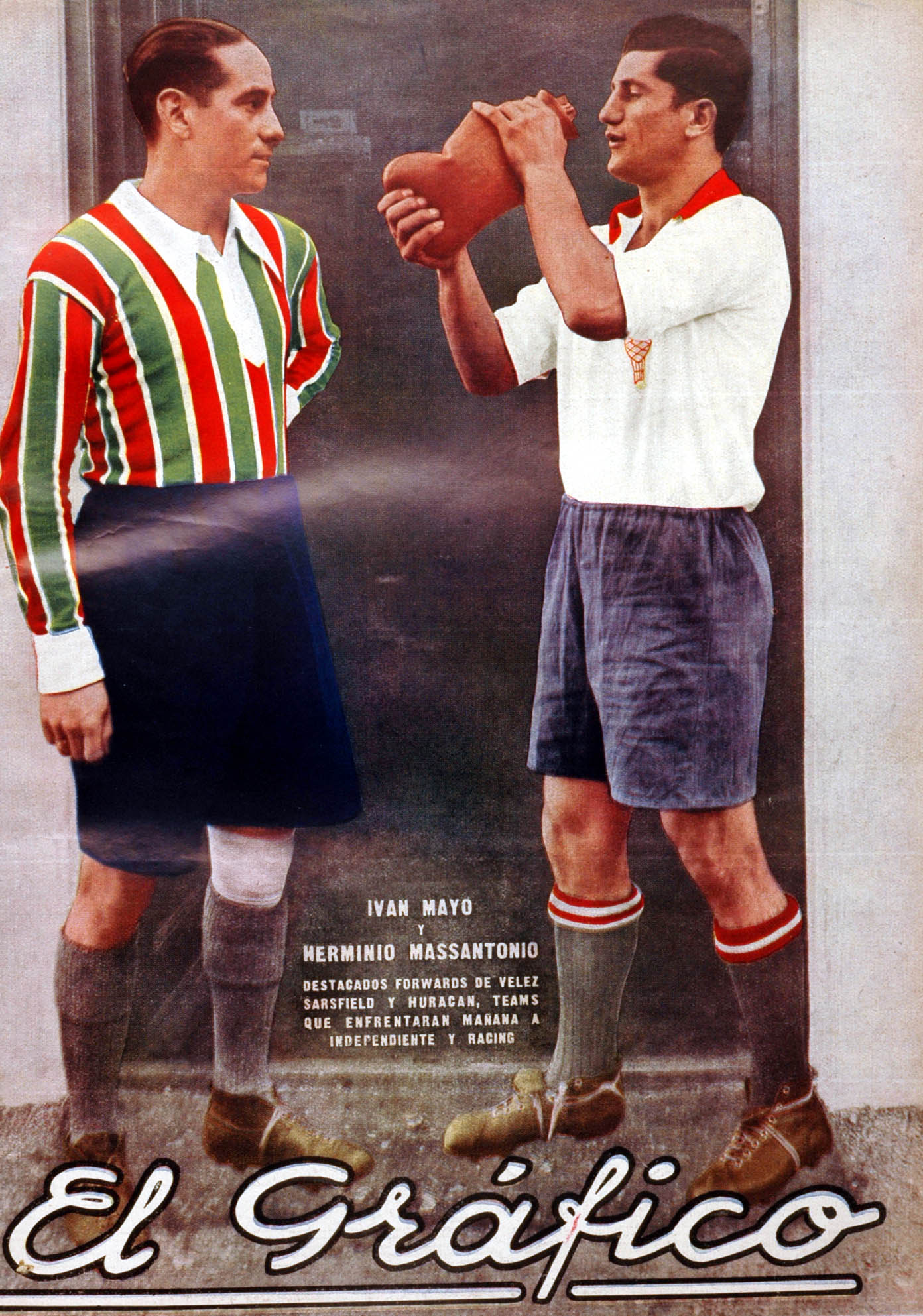
Iván Mayo (Vélez) y Herminio Masantonio (Huracán) el 26 de agosto de 1933.

En 1925 ingresa al club San Luis de Quillota y con 15 años integra el primer equipo. Se consagra como delantero estrella, acompañado de figuras como Carlos Hill y Oscar Alfaro, seleccionados nacionales en 1926 y 1928, respectivamente.
Viaja al Perú como refuerzo del club Santiago Football Club en 1928. Tras sus campañas en San Luis de Quillota, ficha por Colo-Colo en 1931, donde sigue su carrera en ascenso, siendo compañero de grandes como Guillermo Subiabre.

"Tenía su fuerte en la velocidad, endiablado dribbling y violento shot".

En 1933 parte a Argentina, a firmar por Racing Club, pero recibe una oferta y ficha por Vélez Sarsfield. En el "Fortín" juega 108 partidos y marca 46 goles, logrando ser nombrado Capitán del equipo, plagado de estrellas de la talla de Victorio Luis Spinetto y Agustín Cosso. Fue portada de la revista El Gráfico en dos ocasiones, siendo la primera la edición N°737 del 26 de agosto de 1933, y la segunda, la edición N°823 del 20 de abril de 1935, lo que demuestra el respeto que por él se tenía en el fútbol argentino. Sin embargo en 1938 fue gravemente lesionado por el defensa uruguayo Avelino Padilla, de River Plate, lo que truncó para siempre su carrera. 
Volvió a Chile y jugó por Santiago Morning e Iberia, logrando con este último el ascenso a Primera División en 1945.
Retirado del fútbol, vuelve a Quillota y se desempeña como administrador del Estadio Municipal. Fallece el 22 de enero de 1979, en el Hospital de Santiago de Chile, tras un accidente de tránsito que lo dejó en un estado de debilidad. 

### Perfil de juego
¿Cómo jugaba Chincolito? 

Tomaba la pelota cerca del terreno de peligro, y se escurría como ardilla por entre las duras defensas de entonces. Veloz en el pique, astuto y con un notable don de la oportunidad, adivinaba el instante preciso para incrustarse por entre los zagueros y llegar con la pelota hasta las mismas barbas del arquero. Los argentinos le encontraron su ubicación precisa; explotaron todas sus condiciones y lo hicieron entreala derecho. Desde ese puesto, pudo hacer los mismos goles que hacía en Santiago como eje de ataque; pero también pudo desarrollar toda su habilidad en el más completo trabajo del insider. Trabajaba en la mitad de la cancha, organizaba y llevaba avances, hacia una faena más completa, que necesita más riqueza de recursos
Renato González, Mister Huifa.

## Homenaje
En la ciudad de Villa Alemana existe un club que como homenaje, lleva su nombre, Club Deportivo Iván Mayo de Villa Alemana, club que militó en la Segunda División y Tercera División de Chile. Y en su natal Quillota, los hinchas canarios eligieron que la tribuna sur del Estadio Municipal Lucio Fariña Fernández lleve su nombre.

## Clubes
| Club                 | País      | Año       |
| -------------------- | --------- | --------- |
| San Luis de Quillota | Chile     | 1925-1931 |
| Colo-Colo            | Chile     | 1931-1933 |
| Vélez Sarsfield      | Argentina | 1933-1938 |
| Santiago Morning     | Chile     | 1939      |
| Iberia               | Chile     | 1943      |